# Hipshot

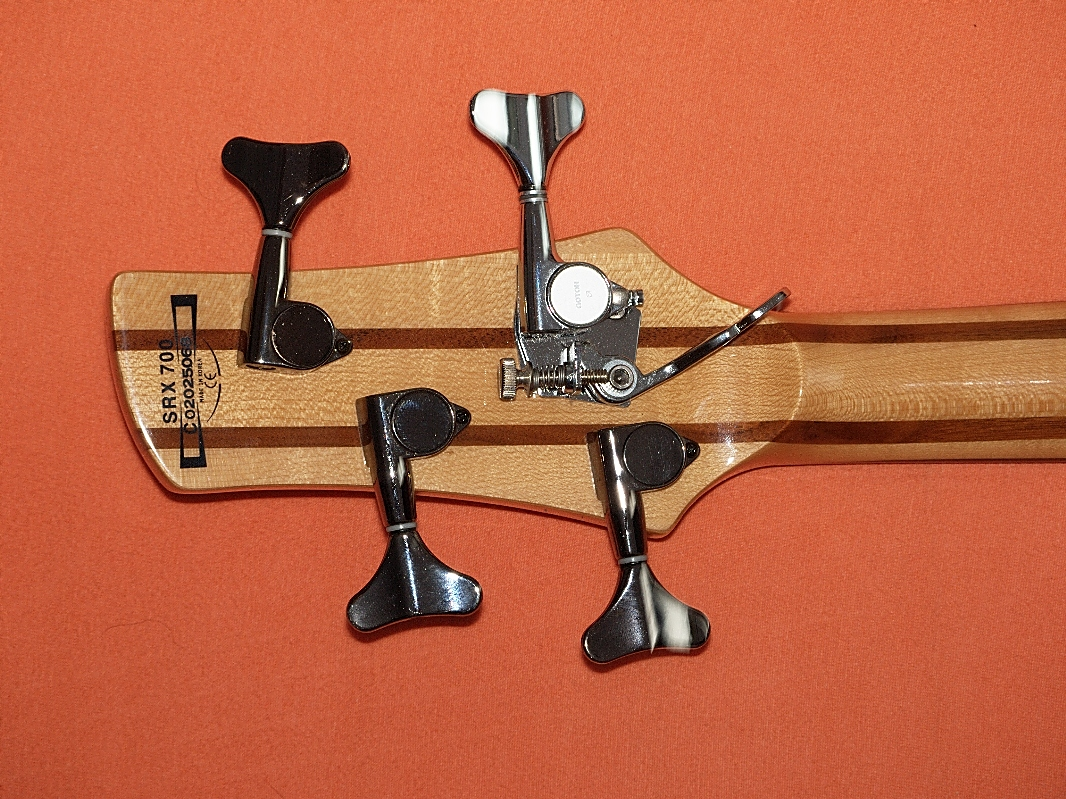
Un Hipshot montato su un basso in posizione Re.

Hipshot è un marchio che designa i cosiddetti detuners o xtenders, dispositivi meccanici montati dietro il ponte sul corpo degli strumenti a corda e usati per accordare velocemente e in maniera precisa le corde, alle quali sono attaccati, soprattutto durante esibizioni dal vivo.

## Descrizione
Gli Hipshot possono essere collegati a corde singole oppure a tutte. Nel caso di una singola corda gli Hipshot sono utili per uno dei più adottati cambi di accordatura sul Mi basso tale da portare l'accordatura standard Mi-La-Re-Sol a quella Re-La-Re-Sol.
Il bassista Michael Manring fa un vasto uso degli Hipshot in alcune delle sue canzoni, avendone montati più di uno sul suo strumento. Il celebre chitarrista Adrian Legg adotta spesso repentini cambi di accordatura.